# Kabupaten Langkat
Kabupaten Langkat är ett kabupaten i Indonesien.   Det ligger i provinsen Sumatera Utara, i den västra delen av landet, 1 500 km nordväst om huvudstaden Jakarta. Antalet invånare är 1 027 258.